# Betta burdigala
Betta burdigala là một loài cá thuộc họ Belontiidae. Nó là loài đặc hữu của Indonesia.